# Ricadi
Ricadi este o comună de 4.954 de locuitori, în regiunea Calabria, în provincia Vibo Valentia, Italia.

## Geografie

### Limitele comunei

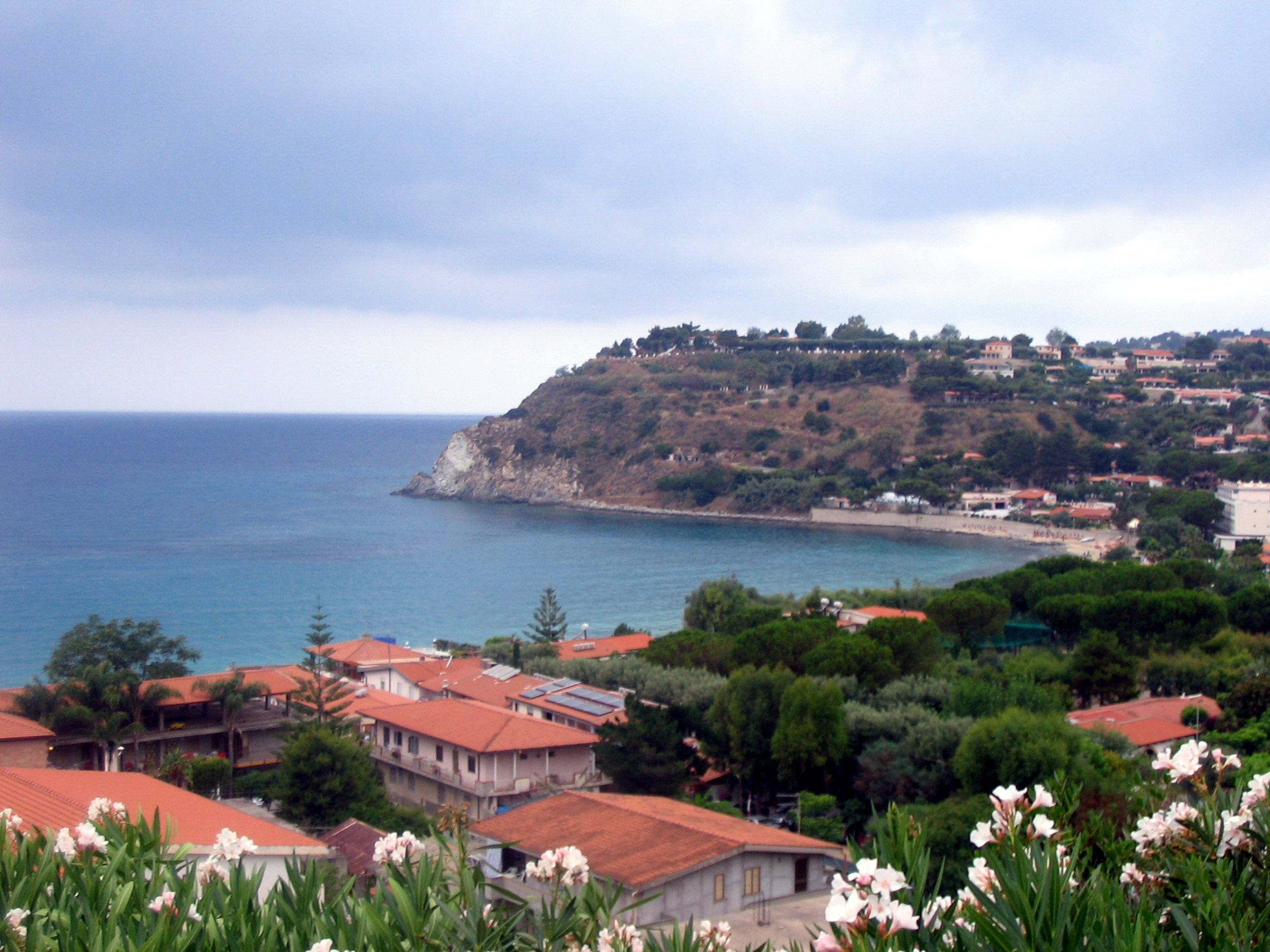
Ricadi - Apusul cu Stromboli

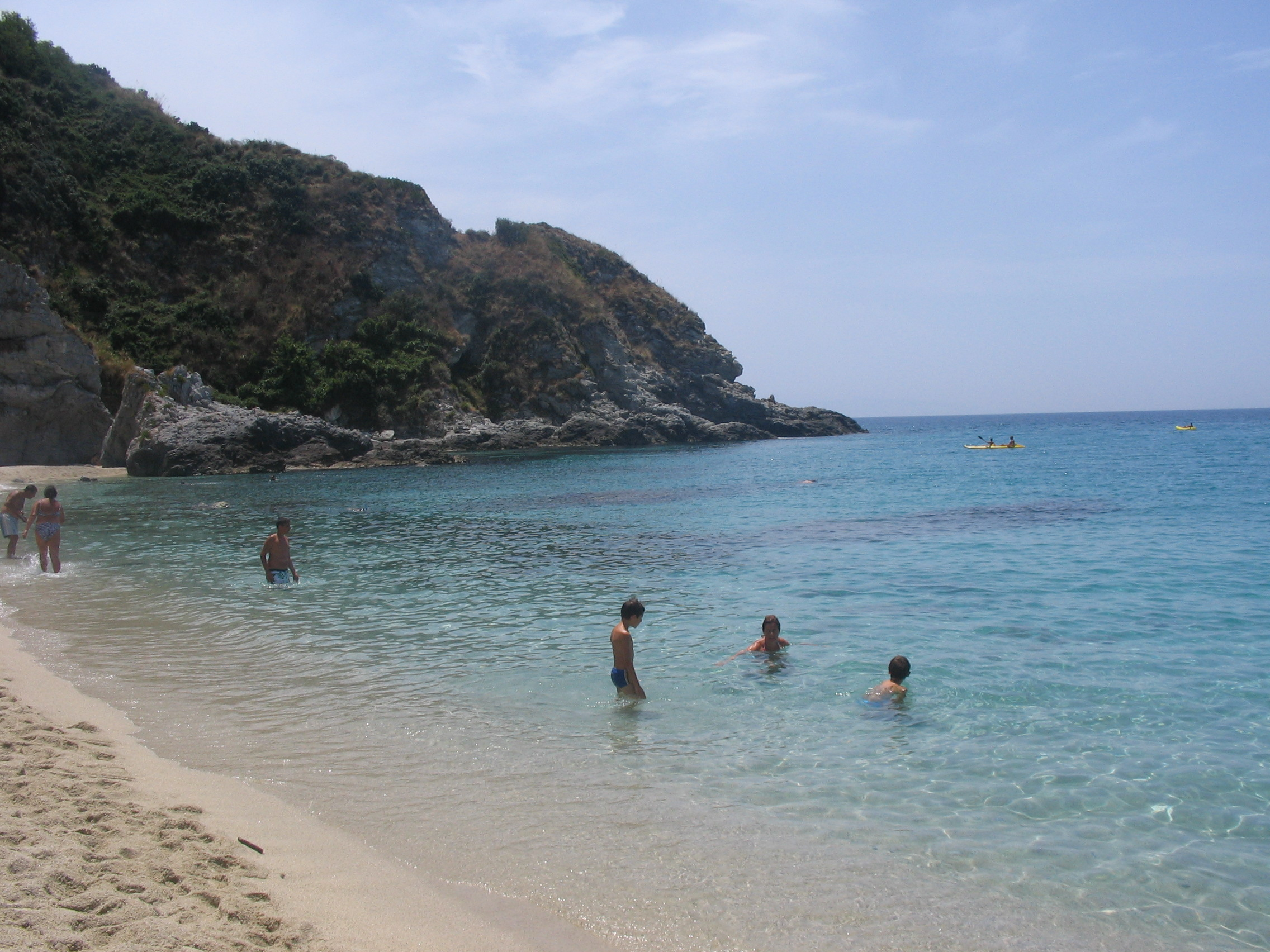
Plaja Grotticelle

Comuna Ricadi se află între golful Sant'Eufemia (Lamezia Terme - CZ)  și golful de Gioia Tauro (RC). Promontoriul Capo Vaticano despărțește  golfurile.
Comuna limitează la nord cu Tropea, la sud cu Joppolo și la est cu Drapia și Spilinga, toate făcând parte din provincia Vibo Valentia. La vest  limitează pentru 12 km cu marea Tireniană.

## Populație Străină
În ziua 31 decembrie 2010 cetățenii străini residenți erau 400 de oameni (8,07% din populație).
Naționalitățiile principale erau:
- România 96 (1,93%)
- Ucraina 66 (1,33%)
- Bulgaria 58 (1,17%)
- Polonia 57 (1,15%)

## Economie
Resursele principale comunei sunt:
- agricultura: în teritoriul comunei e produsă o calitate deosebită de ceapă roșie dulce, spusă Cipolla Rossa di Tropea, multe agrume și 'Nduja, un salam local forte iute.
- pescuitul;
- turismul balnear: cele mai cunoscute localități sunt Capo Vaticano, Grotticelle, Santa Maria, Tono, Tonicello, Torre Marino, Formicoli și Baia di Riaci.

## Sport
- SS Capo Vaticano, principală echipă locală de futbol;
- FC Ricadi, altă echipă.

## Localități înfrățite
- Mogliano Veneto, Provincia Treviso din 10 octombrie 1986

## Imagini

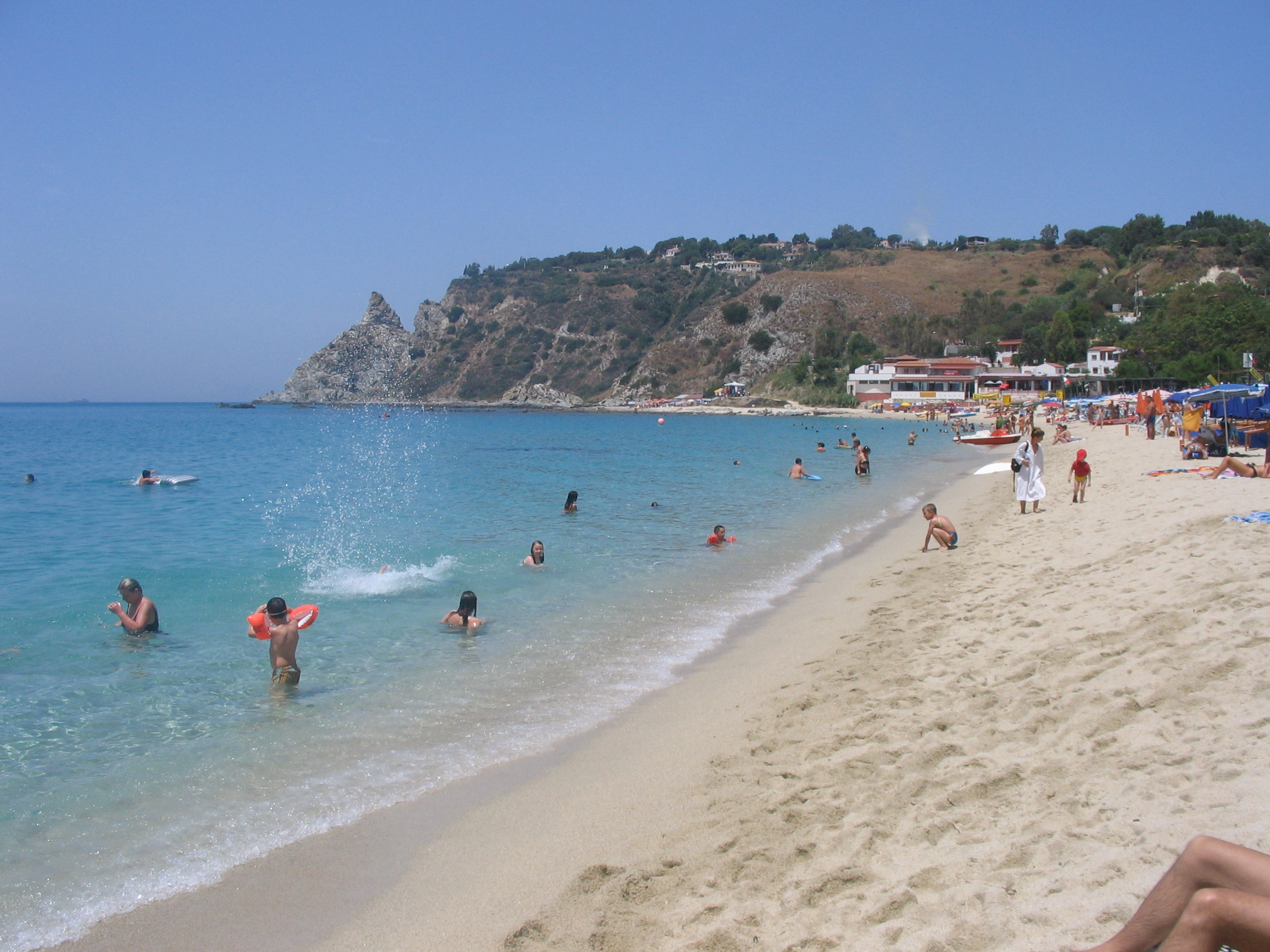
Plaja Grotticelle
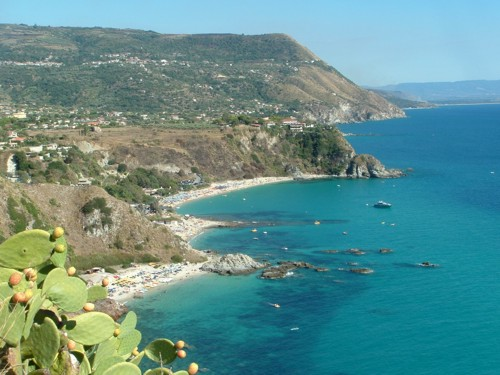
Grotticelle
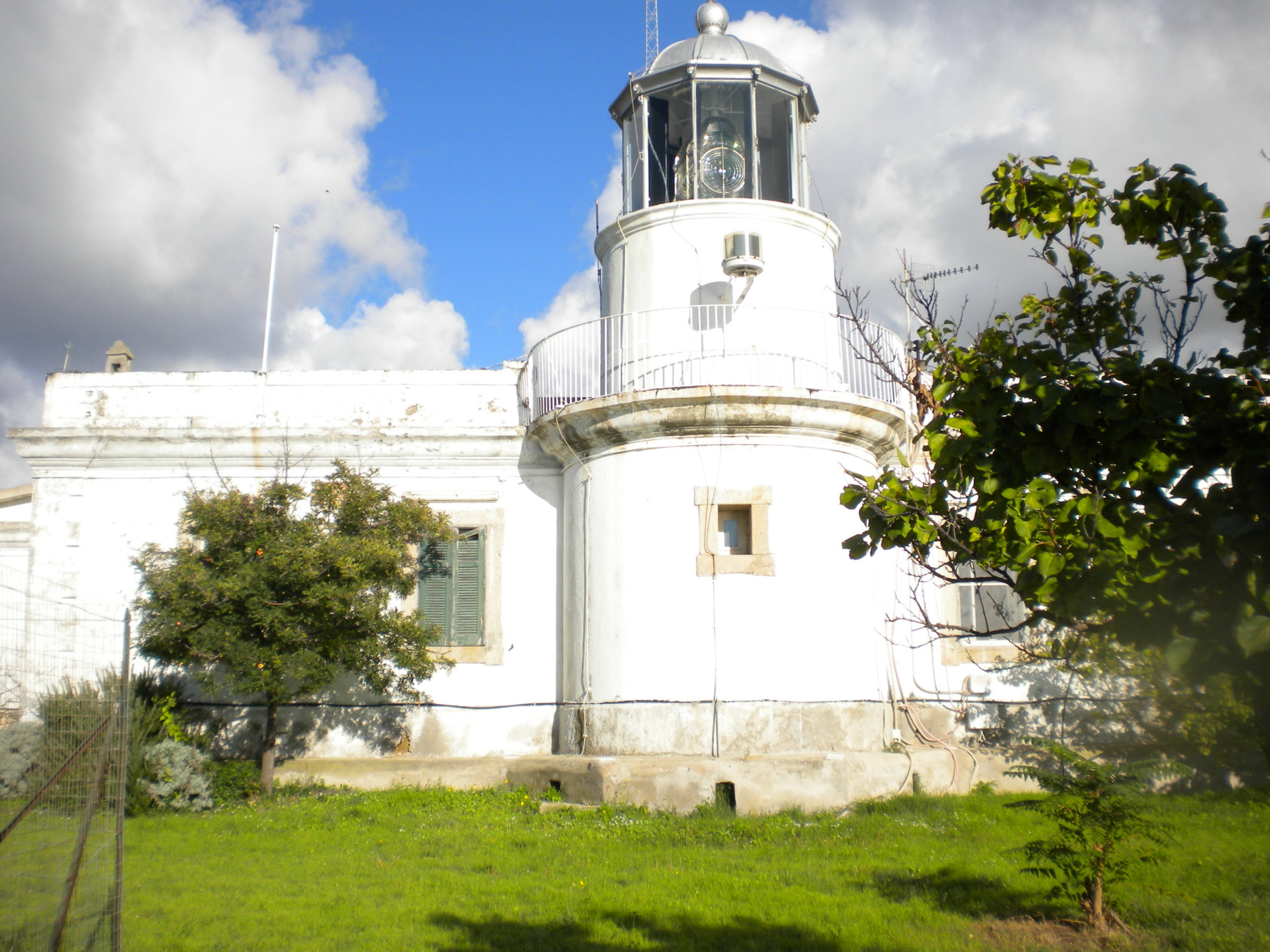
Farul de Capo Vaticano

## Demografie
Ricadi - evoluția demografică

|  | Graficele sunt indisponibile din cauza unor probleme tehnice. Mai multe informații se găsesc la Phabricator și la wiki-ul MediaWiki. |

Date: Recensăminte sau birourile de statistică - grafică realizată de Wikipedia

1. ↑  Superficie di Comuni Province e Regioni italiane al 9 ottobre 2011 (în italiană), Istituto Nazionale di Statistica, accesat în 16 martie 2019